# Dobrodzień
Dobrodzieńⓘ (nome alemão adicional Guttentag) é um município no sudoeste da Polônia, localizado na Alta Silésia, na voivodia de Opole, condado de Olesno e é a sede da comuna urbano-rural de Dobrodzień.
O município está situado entre Opole e Lubliniec, nas terras históricas de Lubliniec. Nos anos de 1975 a 1998, pertencia administrativamente à voivodia de Częstochowa. Antes de 1975, Dobrodzień pertencia ao condado de Lubliniec.
Estende-se por uma área de 19,5 km², com 3 415 habitantes, segundo o censo de 31 de dezembro de 2024, com uma densidade populacional de 175 hab./km².

## Toponímia

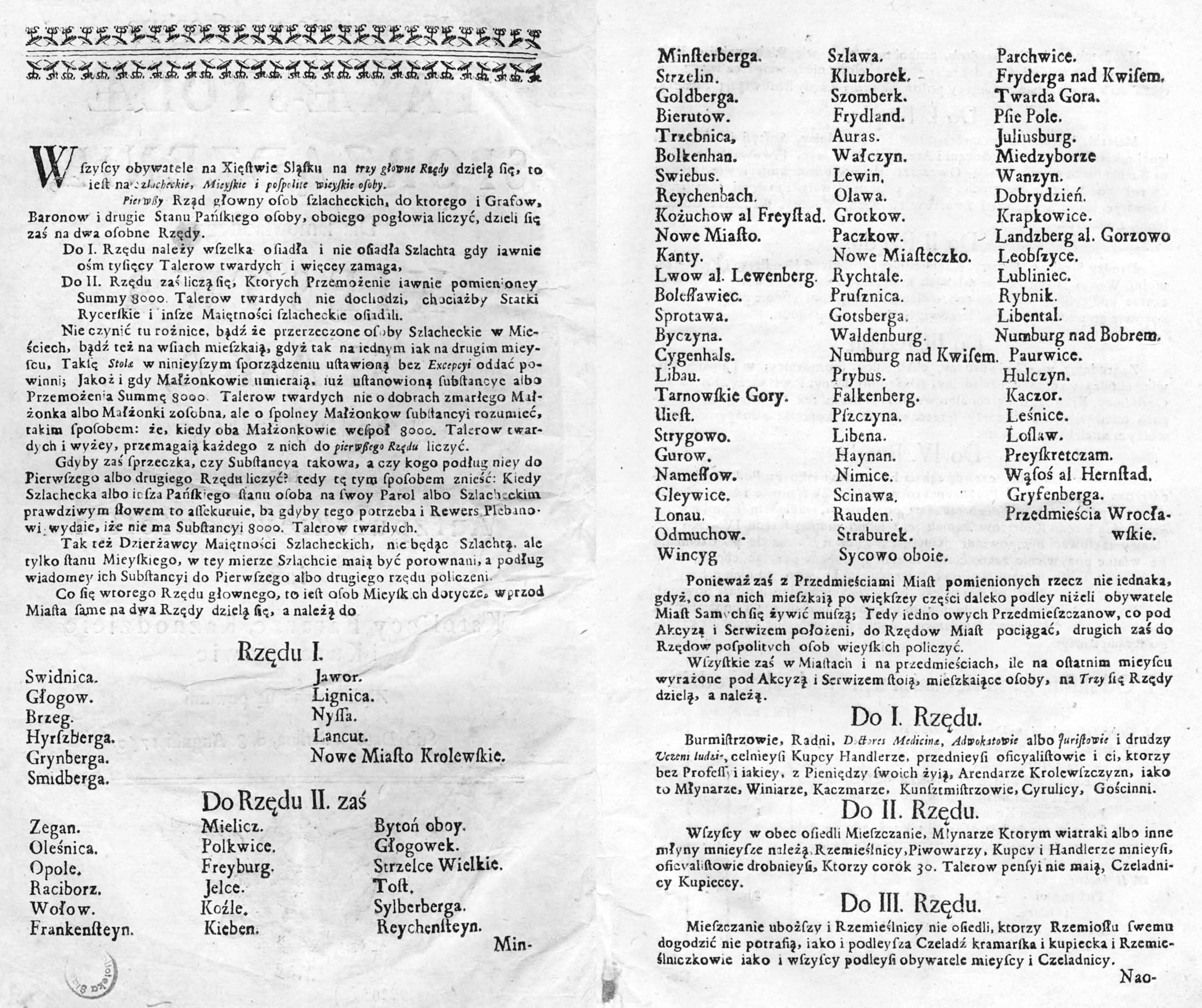
O nome Dobrodzień entre outros nomes de cidades da Silésia em um documento oficial prussiano de 1750 emitido em polonês em Berlim

O nome do local refere-se à saudação usual "dzień dobry" (bom dia). De acordo com o professor alemão Heinrich Adamy, o nome da cidade vem do nome polonês anterior da saudação. Em seu trabalho sobre nomes locais na Silésia, publicado em 1888 em Breslávia, Adamy menciona o nome mais antigo registrado da cidade de Dobrodzin, afirmando seu significado "wurde übersetzt in Guttentag", ou seja, em português "foi traduzido em Guttentag".
Em 1475, nos estatutos latinos, Statuta synodalia episcoporum Wratislaviensium, o local foi mencionado na forma latinizada de Dobrosin. Em 1613, o regionalista e historiador da Silésia Mikołaj Henel, de Prudnik, mencionou a cidade em seu trabalho sobre a geografia da Silésia intitulado Silesiographia dando seu nome em latim: Dobrodin
Na obra "Typographia Bohemiae, Moraviae et Silesiae", escrita e publicada por Matthäus Merian em Frankfurt am Main em 1650, a cidade é descrita pelo nome eslavo Dobradin. Em um documento oficial prussiano de 1750, publicado em polonês em Berlim por Frederico, o Grande, a cidade é mencionada entre outras cidades da Silésia como Dobrydzień.
Na lista alfabética de lugares na Silésia, publicada em 1830 em Breslávia por Johann Knie, o lugar aparece sob o nome alemão Guttentag e o nome polonês Dobrodzień. Uma descrição estatística da Prússia de 1837 é fornecida por Gutentag (em polonês, Dobrdzien). Os nomes Dobrodzień e Guttentag no livro "Um breve esboço da geografia da Silésia para a ciência inicial publicado em Głogówek em 1847 foram mencionados pelo escritor silesiano, Józef Lompa, bem como em 1896 pelo escritor silesiano Konstanty Damrot em um livro sobre nomes na Silésia.
A descrição topográfica da Alta Silésia de 1865 menciona a cidade na entrada Guttentag, em polonês, Dobrodzien. O catálogo de brasões de cidades alemãs, publicado em 1898 em Frankfurt am Main, também se referia ao nome polonês como Dobr Dzień. O dicionário geográfico do Reino da Polônia publicado no final do século XIX fornece dois nomes poloneses de lugares - Dobrydzień e - Dobrodzień e Guttentag em alemão.
Na história, o nome da aldeia foi documentado com os seguintes nomes: Dobrosin (1279), Dobradin (1300), Dobrodzien (1304), Dobrodzen (1311), Dobrozen (1312), Dobrosin, Dobrodzyn (1384), Dobrodzen (1405), Dobrodzin (1574), oppidium Dobrodzienie, Dobrodinium (1644), Guttentag vulgo Dobrodzien (1687), Dobrydzień (1750) e Guttentag, Gutentag (séc. XX)
De 1945 como nome oficial de 1946: Dobrodzień. Em 2008 foi adicionado o nome na língua minoritária alemã Guttentag.

## História

### Pré-história
Os vestígios da permanência humana na área da atual cidade de Dobrodzień, confirmados por pesquisas arqueológicas, datam da Idade do Bronze (1450-1000 a.C.), de onde vêm os achados mais antigos - objetos de uso cotidiano.

### Idade Média

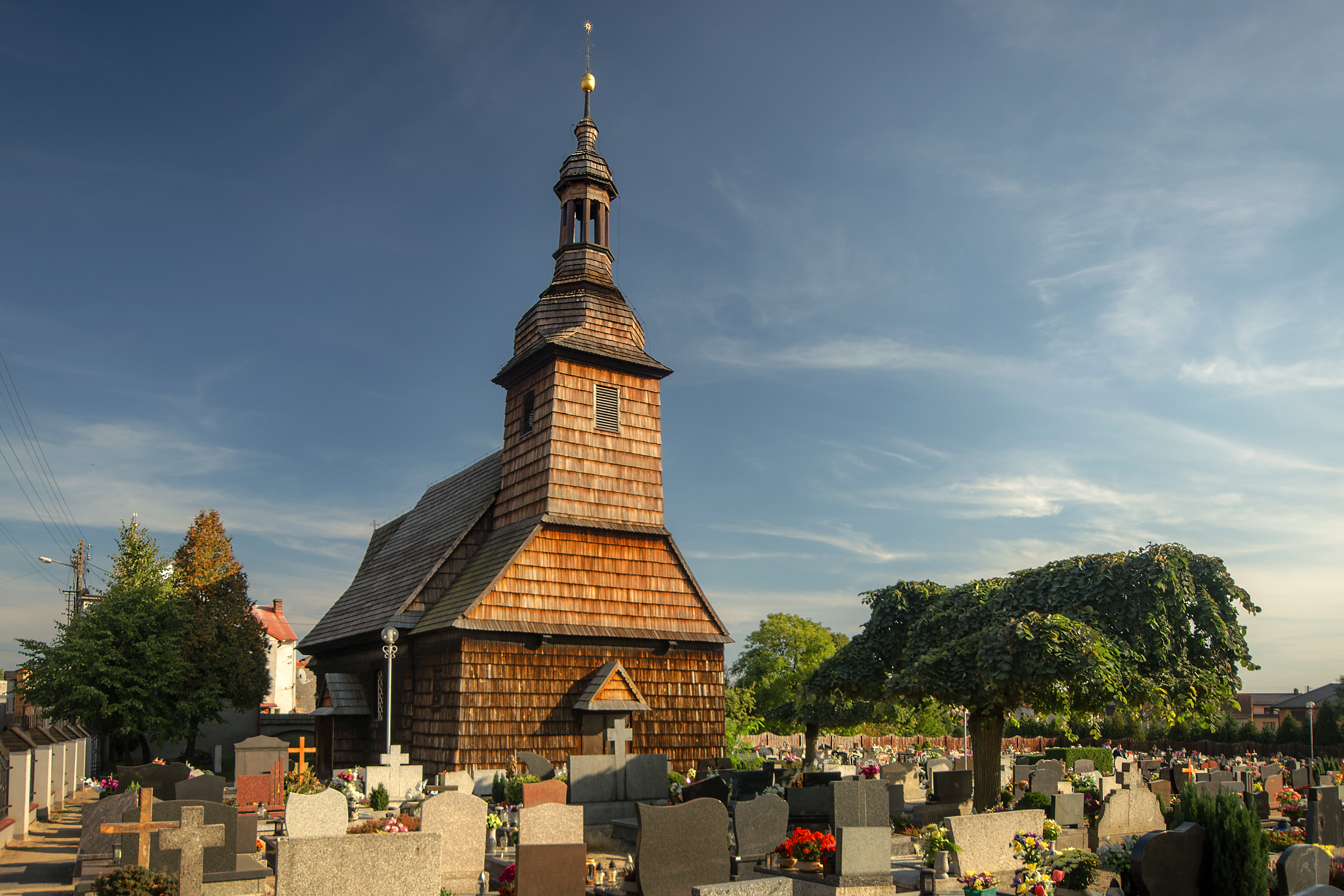
Igreja de madeira de São Valentim do século XVII

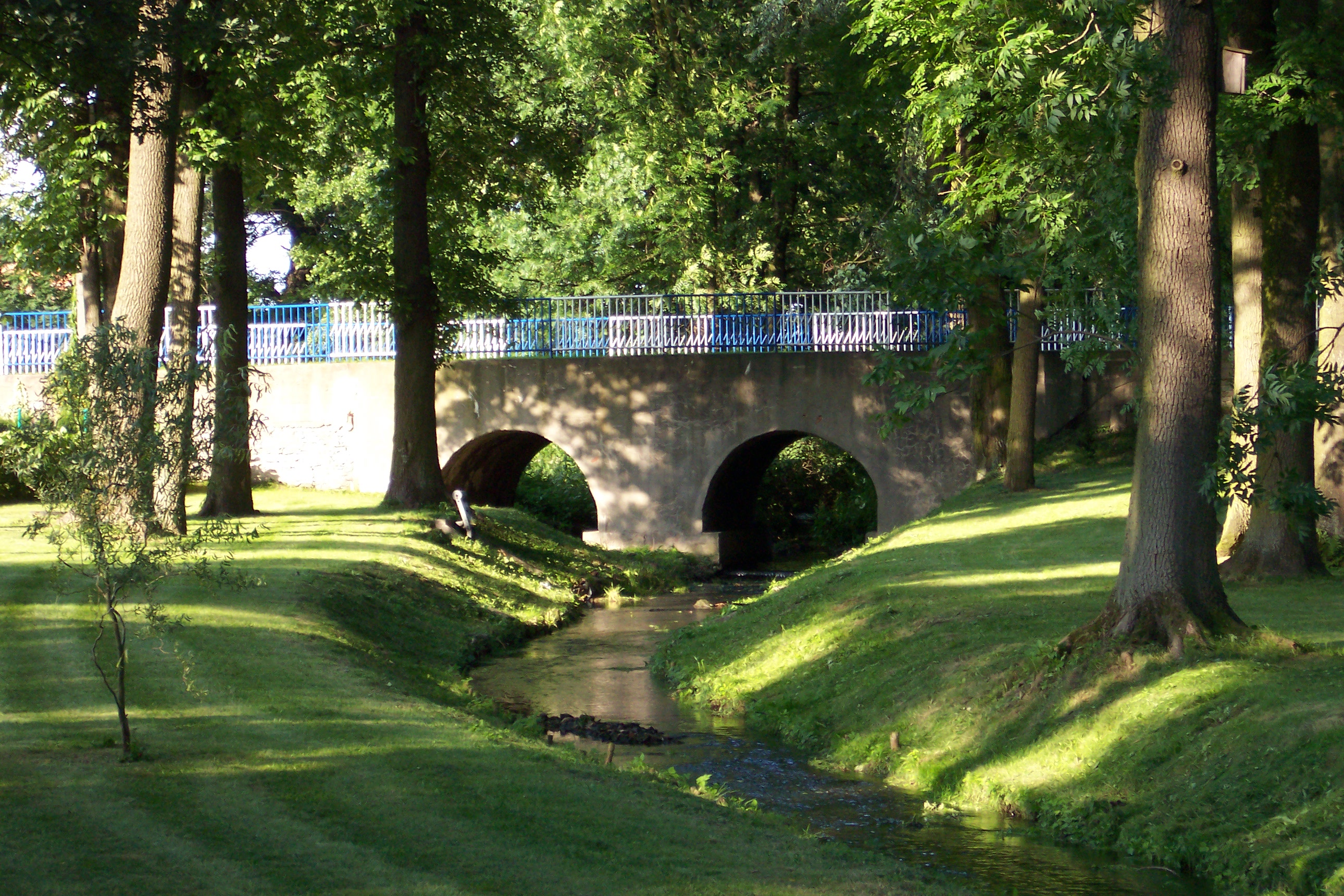
Ponte do século XVII em Dobrodzień

Em tempos distantes na virada das eras, a Silésia era habitada por tribos de silingos, uma ramificação dos vândalos, que por volta do século IV deixaram esta terra. No final do século IV e na primeira metade do século V, a "cultura Dobrodzień" se desenvolveu aqui, e se tornou famosa pela cerâmica (jarros, garrafas, baldes, tigelas, ânforas) e metal (machados, dardos, facas, relhas de arado, ferragens, navalhas, fivelas, agulhas, fechos, pulseiras, pingentes e outros produtos de ferro e bronze) com características germânicas (gótico-gépidas) e sármatas.
No final do século VI, os eslavos começaram a penetrar na região de Dobrodzień pelo sul e pelo leste. A terra de Dobrodzień estava dentro da área das tribos dos silesianos de Opole. Segundo a lenda, o bispo Adalberto parou no assentamento de Dobrodzień em 984 a caminho de Cracóvia.
Desde o início de sua história, Dobrodzień fez parte do Ducado de Opole, cujo primeiro príncipe da linhagem dos piastas foi Miecislau IV da Polônia. Localizada na antiga rota comercial Silésia-Pequena Polônia, apareceu em documentos já em 1267, vários anos antes de os privilégios serem concedidos ao líder da aldeia local Henryk pelo príncipe Boleslau I de Opole em 1279. No início do século XIV, era um povoado bastante grande às margens do rio Nosek (hoje Myślinka), pois em 1311 já havia uma igreja paroquial sob a invocação de Santa Maria Madalena. Depois de várias tentativas infrutíferas de tomar o trono de Cracóvia, os piastas da Silésia deram as costas à Polônia e prestaram homenagem ao rei tcheco. Em 1327, o príncipe Vladislau de Bytom prestou uma homenagem feudal ao rei da Boêmia - a partir desse momento Dobrodzień estava sob a soberania tcheca e compartilhou o destino político da Silésia. Os direitos da cidade, com base na lei de Magdeburgo, foram dados a Dobrodzień pelo príncipe Vladislau II de Opole em 1374, enquanto em 21 de agosto de 1384, o príncipe Vladislau II concedeu à cidade muitos privilégios.
No final do século XIV, como resultado dos conflitos armados entre os duques de Opole e o rei polonês Ladislau II Jagelão, Dobrodzień caiu nas mãos de Spytko II de Melsztyn, comandante dos cavaleiros da Coroa, e então se tornou propriedade dos príncipes de Niemodlin. Em 1422, na aldeia de cerca de 100 habitantes, já existia um solar administrado por Jan, o dono da fazenda Jeżowa com seus prédios contíguos. Em 1452 foram construídos um castelo e muralhas defensivas de tijolos com uma paliçada. No mesmo ano, Henryk Kranczkowski, o Senhor de Skrońsko, foi presenteado com Dobrodzień pelo duque de Strzelce Wielkie, Henryk Kranczkowski, que tomou a aldeia de Ligota e impôs a servidão aos habitantes da cidade. Os proprietários posteriores agiram de forma semelhante, o que causou uma estagnação no desenvolvimento econômico da cidade. Apesar das condições desfavoráveis, alguns tipos de artesanato continuaram a desenvolver-se na cidade, nomeadamente a marcenaria, que com o tempo se tornou sinônimo da cidade. No século XV, havia também laços culturais com o Reino da Polônia, muitos filhos dos habitantes da cidade estudavam na Universidade Jaguelônica. O próximo proprietário de Dobrodzień foi Franciszek Kalinowski, que também era dono de Turza na época.

### Séculos XVI a XX

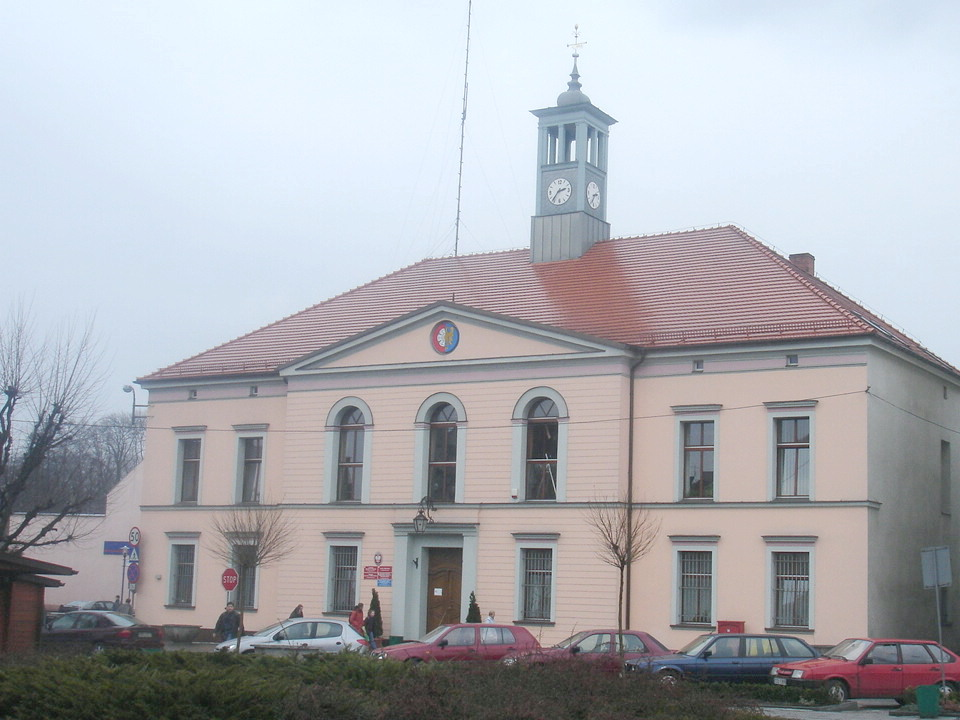
Prefeitura do século XIX em Dobrodzień

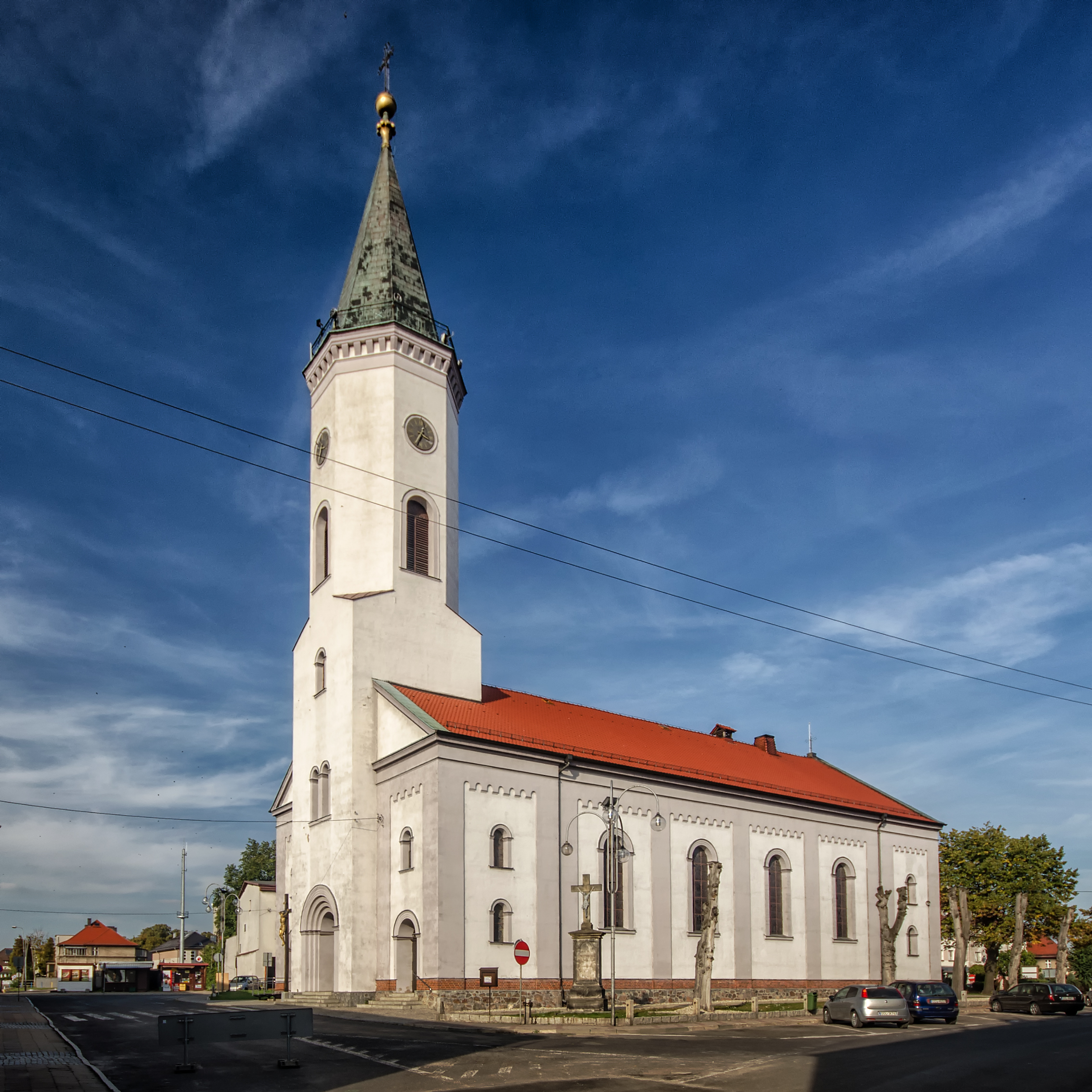
Igreja paroquial de Santa Maria Madalena (1851-1854)

Em 1526, o rei da Boêmia e da Hungria, Luís II da Hungria, morreu sem deixar filhos, e o arquiduque austríaco Fernando I do Sacro Império Romano-Germânico ocupou seu trono. Assim, Dobrodzień passou para o domínio dos Habsburgos. Naquela época, o proprietário da propriedade Dobrodzień era Jan I Posadowski de Posadowo, e depois Vaclau e Jan II Posadowski (em 1551–1582), Magdalena Kurtzbach, herdeira de Vaclau Posadowski (1582–1585), Jerzy Jarocki de Jaroszyn (1585–1600), Daniel Jarocki de Jaroszyn (1610–1612), Anna Jarocka de Jaroszyn, nascida von Gaschin (de 1612 a 1648), que constantemente aumentava as cargas feudais.
Em 1610, uma ponte senhorial de pedra foi construída; é o monumento mais antigo da cidade. Durante este período, a cidade foi excepcionalmente afetada pelos eventos e consequências da Guerra dos Trinta Anos (1618-1648), quando a cidade foi saqueada e destruída várias vezes e por um incêndio que a destruiu em 1625.
Em 1740, durante as Guerras da Silésia entre a Monarquia de Habsburgo e o Reino da Prússia, as tropas do rei prussiano Frederico, o Grande entraram na Silésia. Eles também ocuparam Dobrodzień. A Áustria foi forçada a concluir uma paz com a Prússia, segundo a qual perdeu a maioria da Silésia. A germanização começou, com o influxo de colonos da Prússia para a Alta Silésia, muitas vezes de fé evangélica. Só nos últimos 40 anos do século XVIII, mais de 170 mil alemães chegaram. Em 1743, a "comuna municipal" foi criada em Dobrodzień e seus habitantes tornaram-se proprietários da cidade ao comprá-la do barão Franciszek Ludwik von Blankowski. No entanto, devido a várias circunstâncias e à falta de recursos financeiros, Dobrodzień foi novamente propriedade particular em 1748, desta vez por representantes de famílias prussianas. Apesar das altas contribuições, a cidade se desenvolveu economicamente. Já nos anos anteriores, a carpintaria desenvolveu-se dinamicamente em Dobrodzień e ainda é a peça-chave da cidade até hoje. No século XVIII, uma metalúrgica com alto-forno foi construída na cidade, mas no século XIX Dobrodzień não podia resistir à competição com os centros industriais da Silésia.
Em 1781, uma sinagoga de madeira foi construída em Dobrodzień. De acordo com estatísticas prussianas de 1787, 120 judeus viviam na localidade. Em 1846, um grande incêndio destruiu a maioria dos edifícios da cidade, entre eles, a igreja, a casa paroquial, os correios, a sinagoga, tabernas, uma quinta com destilaria e muitos outros edifícios. Apenas os prédios em seus arredores sobreviveram, assim como a histórica igreja de madeira de São Valentim. Paradoxalmente, o incêndio beneficiou a cidade no longo prazo. Ele contribuiu para a expansão de Dobrodzień e a construção de edifícios de tijolos em vez de madeira. Em meados do século XIX, novos edifícios de tijolos foram gradualmente erguidos: a prefeitura, o palácio, as igrejas católica e evangélica e uma sinagoga. Na década de 1820, um hospital judeu foi construído em Dobrodzień. Ele estava localizado perto da sinagoga. Em 1865, 2 399 habitantes viviam na cidade, incluindo 1 140 homens e 1 259 mulheres; 184 eram evangélicos, 1935 católicos; 280 judeus.
A partir de 1884, Dobrodzień passou para as mãos dos reis da Saxônia. Frederico Augusto III costumava ficar em Dobrodzień, morando em um prédio que sobreviveu até hoje, localizado no cruzamento das ruas Piastowska e Powstańców Śląskich. Em 1919, o rei saxão vendeu parte da propriedade ao Estado e a particulares, e em 1927 a totalidade.
Em 1910, 3 186 pessoas viviam na cidade, das quais 1 702 falavam polonês, 338 polonês e alemão e 1 146 alemão. Na Primeira Guerra Mundial, 167 habitantes da cidade foram mortos. Em 1913, uma linha ferroviária para a família Fosowski foi inaugurada. Isso contribuiu para o maior desenvolvimento econômico da cidade. Nos anos de 1919 a 1921, houve três revoltas na Silésia, nas quais os habitantes de Dobrodzień também participaram. A maior escala do conflito ocorreu durante a Terceira Revolta, quando em 4 de maio de 1921, começaram os combates pela cidade. Em 6 de maio, Dobrodzień foi capturada pelo regimento de infantaria Lubliniec-Opole sob o comando de Karol Lubos e Teodor Mańczyk. Até o fim das operações militares, manteve-se nas mãos dos insurgentes e albergou o pessoal principal do subgrupo "Linke". Anteriormente, durante o plebiscito da Silésia, a maioria dos habitantes optou pela Alemanha (1664 a 430 para a Polônia) e após a divisão da Alta Silésia, Dobrodzień permaneceu dentro da Alemanha, criando o menor distrito de Dobrodzieński (Landkreis Guttentag) no Reich.
Em 1925, moravam na cidade 17 100 habitantes. Dobrodzień por gerações tem sido um exemplo de multiculturalismo e uma coexistência relativamente harmoniosa de representantes de diferentes nações. Na igreja católica, o pároco fazia sermões em alemão uma vez por mês e em polonês todas as semanas. Organizações polonesas e judaicas operaram na cidade até o início da Segunda Guerra Mundial. Na Noite dos Cristais em 1938, a sinagoga e uma da loja foram incendiadas por membros da SS e da SA.
Em 21 de janeiro de 1945, o Exército Vermelho sob o comando do general Gusiew entrou na cidade. Cerca de 20% dos prédios da cidade foram destruídos durante as lutas. Durante a ocupação da cidade, 70 soldados soviéticos foram mortos. Após o fim das hostilidades, a cidade foi incorporada à Polônia e encontrou-se na voivodia da Silésia, depois na voivodia de Katowice e a partir de 1975, na de Częstochowa.
Após a última reforma administrativa em 1999, Dobrodzień faz parte da voivodia de Opole.

## Demografia
Dobrodzień está subordinada ao Serviço de Estatística em Opole, sucursal em Prudnik.
Conforme os dados do Escritório Central de Estatística da Polônia (GUS) de 31 de dezembro de 2024, Dobrodzień é uma cidade muito pequena com uma população de 3 415 habitantes (27.º lugar na voivodia de Opole e 692.º na Polônia), tem uma área de 19,5 km² (13.º lugar na voivodia de Opole e 319.º lugar na Polônia) e uma densidade populacional de 175 hab./km² (28.º lugar na voivodia de Opole e 878.º lugar na Polônia). Nos anos 2002-2024, o número de habitantes diminuiu 22,2%.
Os habitantes de Dobrodzień constituem cerca de 5,60% da população do condado de Olesno, constituindo 0,37% da população da voivodia de Opole.
| Descrição                         | Total      | Total    | Mulheres   | Mulheres | Homens     | Homens   |
| --------------------------------- | ---------- | -------- | ---------- | -------- | ---------- | -------- |
| unidade                           | habitantes | %        | habitantes | %        | habitantes | %        |
| população                         | 3 415      | 100      | 1 795      | 52,6     | 1 620      | 47,4     |
| superfície                        | 19,5 km²   | 19,5 km² | 19,5 km²   | 19,5 km² | 19,5 km²   | 19,5 km² |
| densidade populacional (hab./km²) | 175        | 175      | 92,1       | 92,1     | 82,9       | 82,9     |

## Transporte

### Transporte rodoviário
As seguintes estradas nacionais e provinciais passam por Dobrodzień:
- Estrada nacional n.º 46: Kłodzko − Złoty Stok − Paczków − Otmuchów − Nysa − Niemodlin − Opole − Ozimek − Dobrodzień − Lubliniec − Częstochowa − Szczekociny
- Estrada provincial n.º 901: Gliwice − Pyskowice − Zawadzkie − Dobrodzień − Olesno

As seguintes estradas distritais passam por Dobrodzień:
| Número da estrada | Localidades                                          | Comprimento em (km) |
| ----------------- | ---------------------------------------------------- | ------------------- |
| 1705O             | Zawada – Turawa – Zębowice – Szemrowice – Dobrodzień | 16,623              |
| 1952O             | Dobrodzień – Klekotna – Sieraków                     | 10,467              |
| 1957O             | Myślina – Ligota Dobrodzieńska – Dobrodzień          | 6,390               |
|                   |                                                      | 33,38               |

## Monumentos históricos

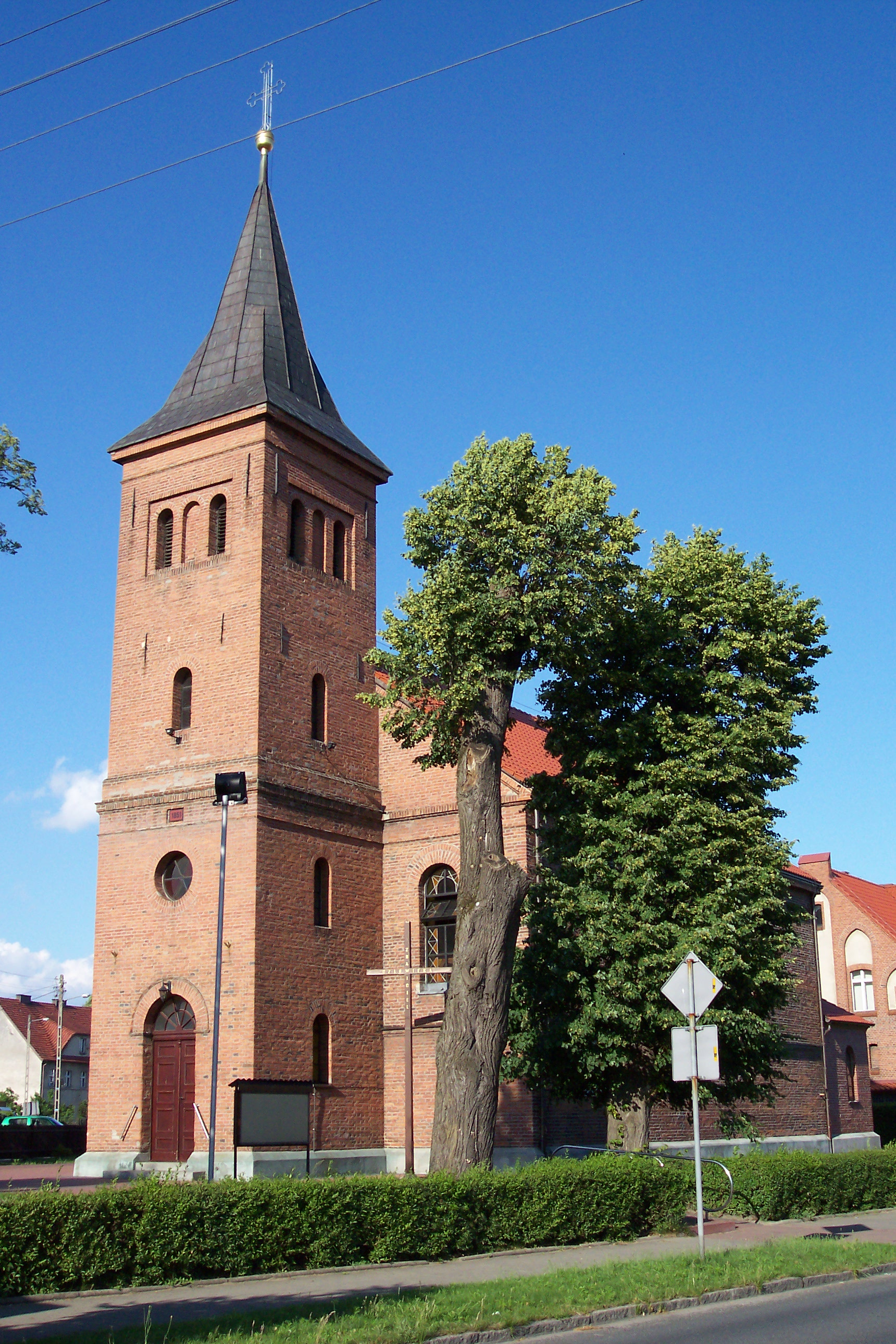
Igreja da Visitação da Bem-Aventurada Virgem Maria (1847-1851)

Estão inscritos no registro provincial de monumentos::
- A cidade dentro da fundação histórica
- Igreja paroquial Santa Maria Madalena, dos anos 1851-1854
  - Cemitério da igreja
- Igreja de São Valentim, de madeira, meados do século XVII
- Cemitério judeu do século XVIII
- Casa senhorial, meados do século XIX

Outros monumentos:
- Igreja da Visitação da Bem-Aventurada Virgem Maria, 1847-1851

## Religião

### Comunidades religiosas

#### Igreja Católica na Polônia
- Paróquia da Visitação da Bem-Aventurada Virgem Maria
- Paróquia de Santa Maria Madalena

#### Testemunhas de Jeová
- Igreja Zawadzkie-Dobrodzień (Salão do Reino, rua Piastowska 39B)